# Рассохина
Рассохина — деревня в Белозерском районе Курганской области. Входит в состав Светлодольского сельсовета.

## История
До 1917 года входила в состав Мендерской волости Курганского уезда Тобольской губернии. По данным на 1926 год состояла из 48 хозяйств. В административном отношении входила в состав Мендерского сельсовета Белозерского района Курганского округа Уральской области.

## Население
| 1912 | 1926 | 1989 | 2002 | 2010 |
| ---- | ---- | ---- | ---- | ---- |
| 242  | ↘231 | ↘20  | ↘6   | ↘2   |

По данным переписи 1926 года в деревне проживало 231 человек (105 мужчин и 126 женщин), в том числе: русские составляли 100 % населения.